# Nisbet Hill Bridge
Die Nisbet Hill Bridge ist eine Straßenbrücke nahe der schottischen Ortschaft Duns in der Council Area Scottish Borders. 1997 wurde das Bauwerk in die schottischen Denkmallisten in der Denkmalkategorie B aufgenommen.

## Beschreibung
Der Mauerwerksviadukt wurde 1807 erbaut. Der in die Brüstung eingelegte Datumsstein ist jedoch verwittert und unleserlich. Die Nisbet Hill Bridge führt die von Coldstream nach Grantshouse verlaufende A6112 nahe dem Herrenhaus Nisbet House mit seinen Außengebäuden über den Mittellauf des Blackadder Water. Der aus Sandsteinquadern aufgemauerte Viadukt überspannt den Fluss mit einem ausgemauerten Segmentbogen. Auf Höhe des Brückendecks verläuft ein mit Guttae verziertes Ziergesims.
An der Nordseite der Nisbet Hill Bridge befand sich einst die Nisbet Hill Mill, eine Wassermühle, von der unter anderem das denkmalgeschützte Mühlhaus erhalten ist.